# Walter Schachtitz
Walter Jonas-Schachtitz (Vienna, 3 ottobre 1887 – 23 marzo 1979) è stato un pallanuotista austriaco.
Ha partecipato ai Giochi di Stoccolma 1912, classificandosi al quarto posto.